# 劇団東京都鈴木区
劇団東京都鈴木区（げきだんとうきょうとすずきく）とは、鈴木智晴が2009年に旗揚げし、主宰している演劇ユニットである。

## 概要
2009年6月に旗揚げ。
作風は旗揚げ以来、物語中の伏線がラストで回収されるウェルメイド・コメディを一貫している。
劇団内企画団体として鈴木区朗読文化協会も存在している（会長は間島淳司）。
2013年に地上波TV番組進撃のヒーローに出演し、大縄跳び対決に勝利。公演の宣伝権利を勝ち取った。
2017年春に、メンバー9人でのグアム旅行を計画していたがてるみくらぶの倒産に巻き込まれ頓挫した。

## メンバー
- 鈴木智晴
- 宮岡あづさ
- 戸田早奈美
- 桐山菜穂
- 長治佳子
- 山口征秀
- 長谷周作
- 宝田直人
- 谷口菜摘
- 橘実咲季
- 本田一誓

## 過去に出演した声優陣
- 相羽あいな
- 伊藤かな恵
- 稲田徹
- 粕谷雄太
- 川原慶久
- 倉知玲鳳
- 斎賀みつき
- さかいかな
- 佐藤聡美
- 白石稔
- 菅原慎介
- 鈴木絵理
- 田丸篤志
- 寺島拓篤
- 橋本まい
- 原優子
- 日笠陽子
- 氷上恭子
- 日野まり
- 福井信介
- ブリドカットセーラ恵美
- 前田佳織里
- 間島淳司
- 三宅健太
- 保村真
- 安元洋貴
- 山口キヨヒロ
- 山口智広

## 公演作品
2009年
- 無気力宇宙船メロディライナー55号（6月23日 - 24日）

2010年
- The 時給探偵 ～17時までの名探偵～（1月29日 - 30日）
- TOKYO RADIO CLUB!（12月3日 - 5日）

2011年
- ヘッドライン×デッドライン（2月22日 - 23日、若手公演）
- The 時給探偵 ～消えた探偵助手～（4月9日 - 10日、リアルナゾトキ公演）
- 弁護士バイロン（7月28日 - 31日、原作：つかこうへい）

2012年
- ヘッドライン×デッドライン ダッシュ（2月21日 - 23日、若手公演）
- ヒーローアゴーゴー!（6月20日 - 24日）
- キミが、No.1☆ ～彼は、サ、サ、サ、サイボーグ!?～／The 時給探偵 〜デカ長・園田獄太郎の憂鬱〜（8月30日 - 9月2日、二本立て公演)

2013年
- ヒーローアゴーゴー! 〜デパート屋上編&遊園地編〜（3月13日 - 24日、二本立て公演）
- キミが、No.1☆ ～彼は、サ、サ、サ、サイボーグ!? & 彼女は、サ、サ、サ、サイボーグ!?～（7月20日 - 21日）
- いるわけないしっ!（11月1日 - 4日）

2014年
- ヒーローアゴーゴー! 〜デパート屋上編2014〜（6月20日 - 24日、大阪公演）
- いるわけないしっ!（12月18日 - 21日、劇団鴉霞とのコラボ公演）

2015年
- 翔べ! スペースノイド（4月2日 - 5日）
- BLT 〜少女と金魚鉢〜（10月29日 - 11月3日）

2016年
- Tune! ～ラジオな二人～（4月9日 - 10日）
- ラストオーダー90分（7月20日 - 24日）
- 朗読劇 キミが、No.1（10月8日 - 9日）

2017年
- ヘッドライン×デッドライン（2月8日 - 12日）
- 先輩、服を着てください（9月14日 - 24日）
- ヨンコマ。（9月16日、20日、23日）
- 無気力宇宙船メロディライナー55号（11月30日 - 12月3日、若手公演）

2018年
- 魂殻少女 〜こんがらガール〜（8月21日 - 26日）
- 翔べ! スペースノイド（10月10日 - 14日、合同会社シザーブリッツとのコラボ公演）
- 弁護士バイロン 〜もうひとつの熱海殺人事件〜（11月27日 - 12月2日）
- いるわけないしっ!（11月28日 - 12月2日）

2019年
- ミュージカル時給探偵（6月20日 - 23日）
- ラストオーダー90分（11月1日 - 4日、吉本興業とのコラボ公演）

2020年
- にぶんのいち、じぶんのいち（4月5日、12日、19日、26日、5月3日、オンライン配信）
- ヨンコマ。（5月23日、6月7日、オンライン配信）
- ヒロイン･ア･ゴーゴー! 〜あの日の魔法少女〜（6月13日、無観客収録）
- 朗読劇 BLT〜少女と金魚鉢〜（11月6日 - 8日）

2022年
- リセマラ･ハイ! 〜おれたちはやり直す、何度でもだ〜（6月3日 - 5日）

2023年
- トーキョーレディオクラブ! 二期（2月2日 - 5日）